# Oronhyatekha
Oronhyatekha (Brantford közelében, 1841. augusztus 10. − Savannah, 1907. március 3.) mohikán származású kanadai orvos, üzletember. Indián neve Lángoló Égbolt-ot vagy Égő Felhő-t jelent. Ismert még Peter Martin néven is. Egy ideig úgy tartották, hogy ő volt az első indián, aki orvosdoktori címet szerzett Kanadában, de kiderült, másodikként kapta meg azt.

## Pályafutása
Az Ontario tartományban, Brantford város közelében létesített indián rezervátumbanban született, Lydia Loft és Peter Martin hatodik gyerekeként. Nem tudni, hogy hány testvére született, de akár 17-en is lehettek. Rokona volt Emily Pauline Johnson költő és előadóművész. A Martin’s Corner iskolába járt, majd a mohikán intézetben folytatta tanulmányait, ahol cipésznek tanult. Mindkét intézményt az anglikán egyház misszionáriusai működtették. 1854-1856-ban a Massachusetts állami Wilbraham metodista iskolájában volt hallgató, majd visszatért a rezervátumba tanítani. 1857-ben a Milnor Hall nevű előkészítő iskolában tanult, ahonnan 1858-ban a Kenyon-főiskolára ment tovább. Két év múlva abba kellett hagynia a tanulást, mert nem tudta fizetni a tandíjat, így visszatért Kanadába, egy Belleville-i rezervátumba oktatni.
1860-ban a Hat Nép rezervátum tanácsa őt kérte fel, hogy üdvözölje a Kanadába látogató walesi herceget. Oronhyatekha összebarátkozott Henry Aclanddal, a herceg személyes orvosával. Acland azt javasolta az orvoslás iránt érdeklődő Oronhyatekhának, hogy iratkozzon be az Oxfordi Egyetemre, ahol tanított. 1862-ben Oronhyatekha beiratkozott az intézménybe, de a rezervátum vezetői is és a hittérítők ellenezték tanulmányait, ezért néhány hónap múlva ismét visszatért a Hat Nép rezervátumba, Tyendinagába. A következő évben feleségül vette Ellen Hillt, akivel Tyendinagában ismerkedett meg. Ugyanebben az évben megkezdte tanulmányait a torontói orvosképzőben (Toronto School of Medicine), amelyeket részben a misszionárius szervezet finanszírozott. 1867-ben, második őslakosként Kanadában, orvosdoktori címet szerzett.
Torontói tanulmányai alatt belépett egy milíciába, a Királynő Saját Löveszei (Queen’s Own Rifles) 9. századba. Az alakulat 1866-ban részt vett a ridgewayi csatában, amikor ír-amerikai felkelők támadtak Kanadára az Amerikai Egyesült Államokból. Oronhyatekha jó lövész volt, számos díjat nyert, és 1871-ben tagja volt az első kanadai nemzeti lövészcsapatnak, amely Wimbledonban versenyzett.

### Orvosként és cégvezetőként

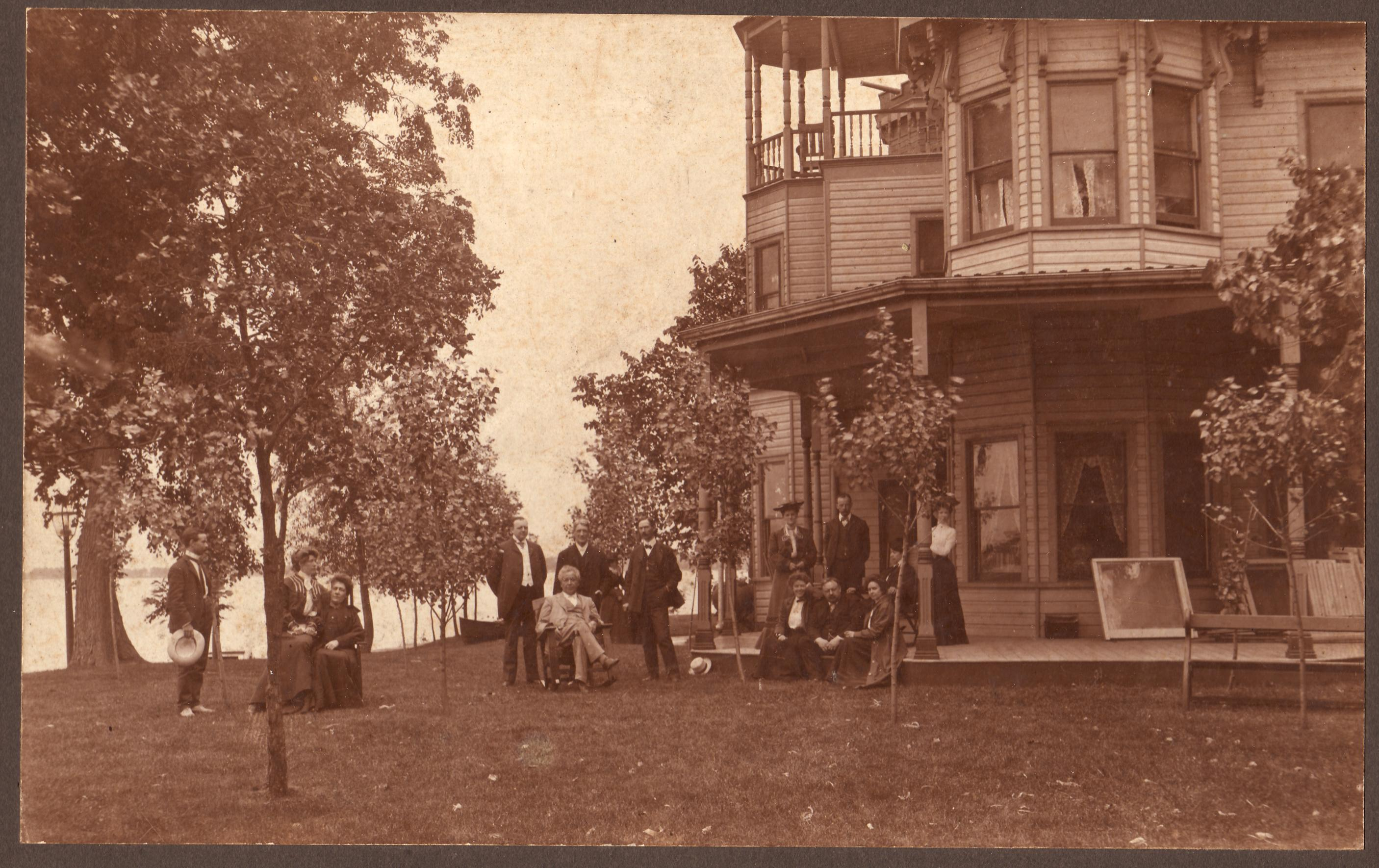
A Forester's-szigeti hotel

Orvosként először a Belville közelében fekvő Frankfordban praktizált, majd Stratfordban, Napanee-ben, Buffalóban, az ontariói Londonban és Torontóban. 1878-ban csatlakozott az Independent Order of Foresters nevű nemzetközi felebaráti szervezet londoni ágához, amely biztosításokat ajánlott tagjainak. Oronhyatekha gyorsan haladt a ranglétrán, 1881-ben a szervezet vezetője (Supreme Chief Ranger) lett. Nyolc év múlva Torontóba helyezte át a szervezet központját, amelynek tízemeletes székházat is építtetett. Az 1897-ben megnyitott székház a Brit Birodalom legmagasabb épülete volt.
1894-ben megírta a szervezet történetét, 1902-ben pedig múzeumot és könyvtárat (Oronhyatekha Historical Rooms and Library) alapított az épületben. Több mint kétezer természettörténeti emléket, műtárgyat, köztük őslakosok által készített tárgyakat helyeztek el az intézményben. Felesége családjának tulajdonában volt a Captain John’s-sziget, amelyet Oronhyatekha az 1890-es években Forester's-szigetnek nevezett el. A szigeten lakóházakat, hotelt, zenepavilont, kikötőhelyet emeltetett. 1903-ban megkezdte egy árvaház építését, ahova a szervezet elhunyt tagjainak gyerekeit akarta elhelyezni, valamint egy nyugdíjasotthont is tervezett. irányítása alatt az Independent Order of Foresters egy csődközeli, alig 400 tagot számláló szervezetből egy több mint negyedmillió taggal és tízmillió dollárt meghaladó tőkével rendelkező céggé vált, amely Európában, Indiában és Ausztráliában is terjeszkedett.
Oronhyatekha számos felebaráti civil szervezet tagja volt, és küzdött az alkohol forgalmazásának betiltásáért. 1872-ben megválasztották az ontariói és quebec-i indián tanács elnökének. A szervezet hevesen tiltakozott a kanadai őslakosra vonatkozó indiántörvény ellen. 1907-ben Savannah-ba utazott pihenni. Március 3-án ott hunyt el szívrohamban. Torontói ravatalát tízezer ember kereste fel. Az általa alapított gyűjtemény ma a Foresters Financial torontói központjában, illetve a Royal Ontario Museumban tekinthető meg. A második kanadai őslakos orvos torontói mellszobrát Walter Seymour Allward készítette.